# Riverside County
Riverside County er et county i det sydlige Californien. Riverside County grænser op i mod San Bernardino County i nord, Imperial County og San Diego County i syd og i mod Orange County i vest. Countyet har også nogle grænseområder op i mod delstaten Arizona, og i øst er det floden Colorado River som udgør den naturlige grænse.
Riverside Countys totale areal er 18.915 km² hvoraf de 248 km² er vand. I år 2007 havde amtet 2.070.315  indbyggere.  Hovedbyen i amtet er Riverside. 

## Byer i Riverside County
- Aguanga
- Anza
- Banning
- Beaumont
- Bermuda Dunes
- Blythe
- Cabazon
- Calimesa
- Canyon Lake
- Cathedral City
- Cherry Valley
- Coachella
- Corona
- Desert Beach
- Desert Center
- Eagle Mountain
- Desert Hot Springs
- East Blythe
- East Hemet
- El Cerrito
- Glen Avon
- Hemet
- Highgrove
- Home Gardens
- Homeland
- Idyllwild-Pine Cove
- Indian Wells
- Indio
- La Quinta
- Lake Elsinore
- Lakeland Village
- Lakeview
- Lost Lake
- March Air Reserve Base
- Mead Valley
- Mecca
- Midland
- Mira Loma
- Moreno Valley
- Murrieta
- Murrieta Hot Springs
- Norco
- North Shore
- Nuevo
- Palm Desert
- Palm Springs
- Pedley
- Perris
- Quail Valley
- Rancho Mirage
- Ripley
- Riverside
- Romoland
- Rubidoux
- San Jacinto
- Sedco Hills
- Sun City
- Sunnyslope
- Temecula
- Thermal
- Thousand Palms
- Valle Vista
- Wildomar
- Winchester
- Woodcrest

## Personer fra Riverside County
- Olivia Rodrigo (2003-), sanger, født i Temecula

33°44′N 115°59′V / 33.73°N 115.98°V